# Presidente della Repubblica del Somaliland
Il Presidente del Somaliland è il Capo di Stato e capo del governo del Somaliland, uno stato non riconosciuto.
È coadiuviato dal vicepresidente e dal gabinetto di governo.
La carica del Presidente dell'autoprocalamata repubblica venne istituita nel 1991. Il primo presidente è stato eletto Abdirahman Ahmed Ali Tur in carica fino al 1993.

## Elenco
| Ritratto | Nominativo                     | Durata del mandato                  |
| -------- | ------------------------------ | ----------------------------------- |
|          | Abdirahman Ahmed Ali Tur       | 28 maggio 1991 – 16 maggio 1993     |
|          | Mohamed Ibrahim Egal           | 16 maggio 1993 – 3 maggio 2002      |
|          | Dahir Riyale Kahin             | 3 maggio 2002 – 27 luglio 2010      |
|          | Ahmed Mohamed Mahamoud Silanyo | 27 luglio 2010 – 13 dicembre 2017   |
|          | Muse Bihi Abdi                 | 13 dicembre 2017 - 12 dicembre 2024 |
|          | Abdirahman Mohamed Abdullahi   | 13 dicembre 2024 - in carica        |